# Ким Хёнсу
Ким Хён Су (кор. 김현수?, 金鉉洙?; род. 14 февраля 1973, Республика Корея) — южнокорейский футболист, защитник. Участник летней Олимпиады 1996 года.

## Карьера
Профессиональную карьеру начал в 1995 году в составе «Чоннам Дрэгонз». За клуб выступал до 2002 года. В период службы в армии в 1998—1999 годах играл за «Санджу Санму».
С 2003 по 2008 год играл за «Чонбук Хёндэ Моторс». После завершения карьеры работал в тренерском штабе клуба. 
В составе национальной сборной выступал на Олимпийских играх 1996 года, а также на Летних Азиатских играх 1998.

## Достижения
Чоннам Дрэгонз
- Кубок Южной Кореи: 1996

 Чонбук Хёндэ Моторс
- Кубок Южной Кореи: 2003, 2005
- Лига чемпионов АФК: 2006